# Vinebre
 Vinebre es un municipio de Cataluña, España. Pertenece a la provincia de Tarragona, en la comarca de Ribera de Ebro, situado en el centro de ésta y cercana a Ascó. 

## Geografía humana

### Demografía
Cuenta con una población de 424 habitantes (INE 2024).

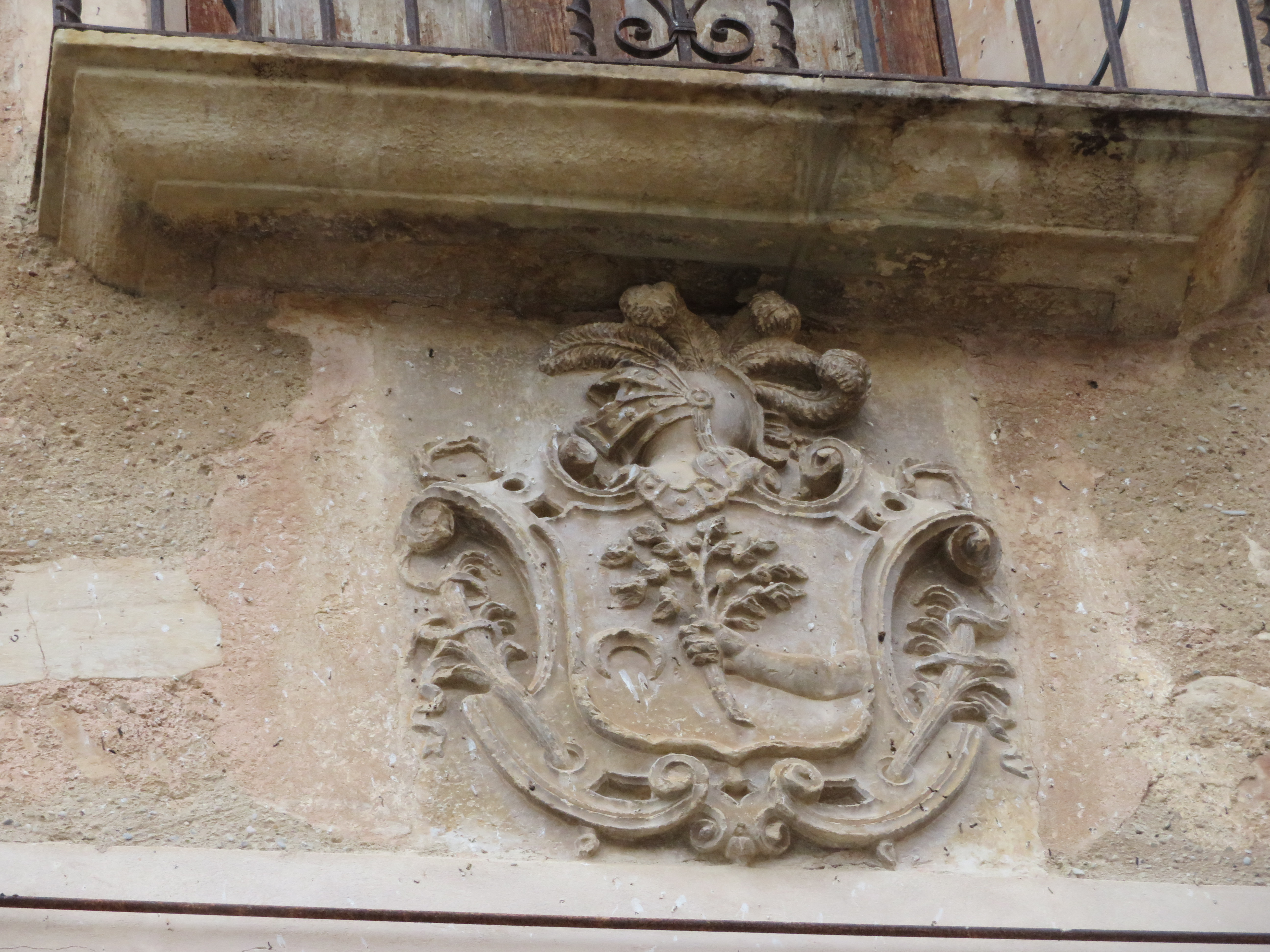
Heráldica. Casa Don Juan. Casa del Conde de la Torre. Bien de Interés Local de Vinebre

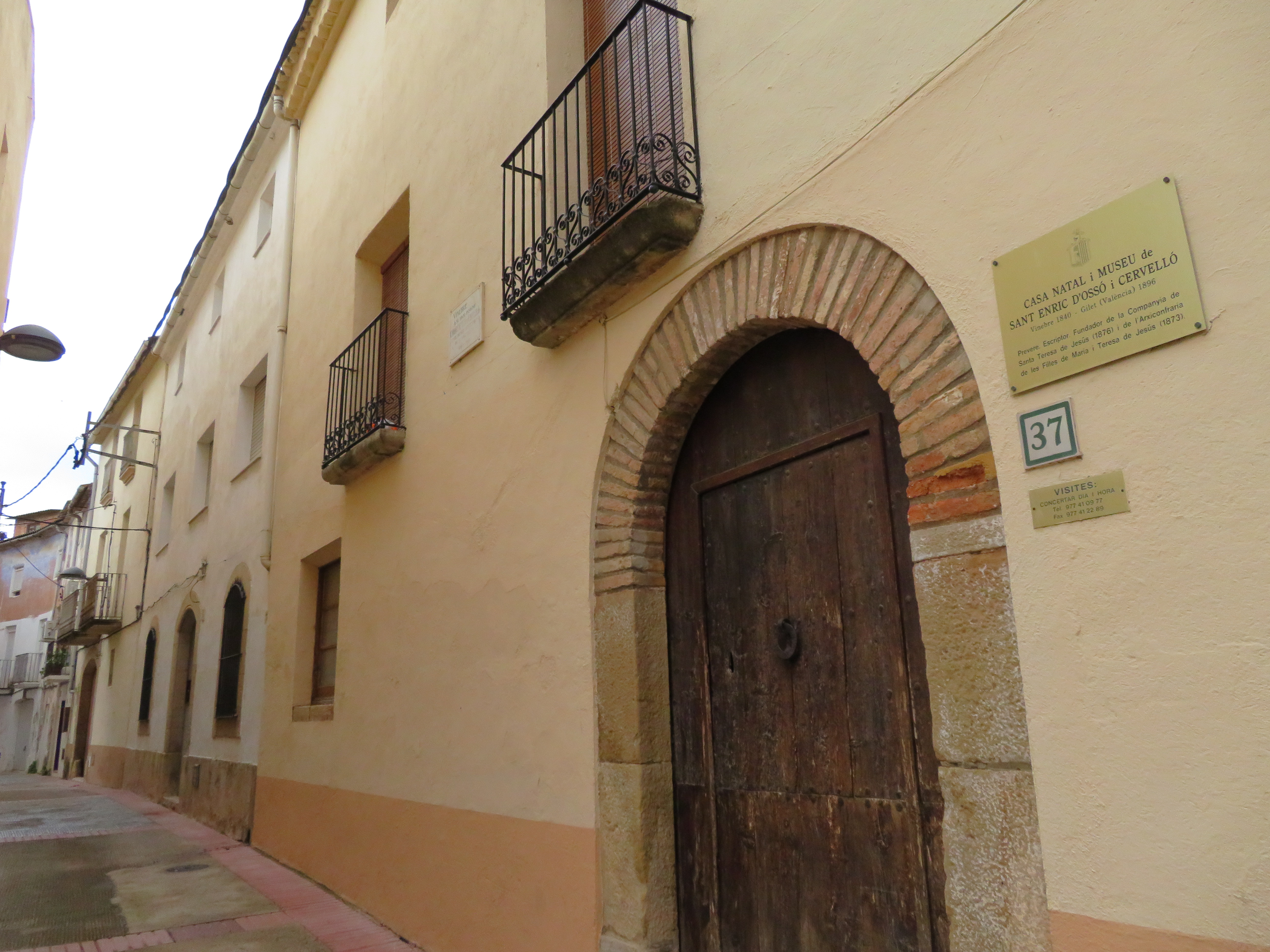
Casa-museo

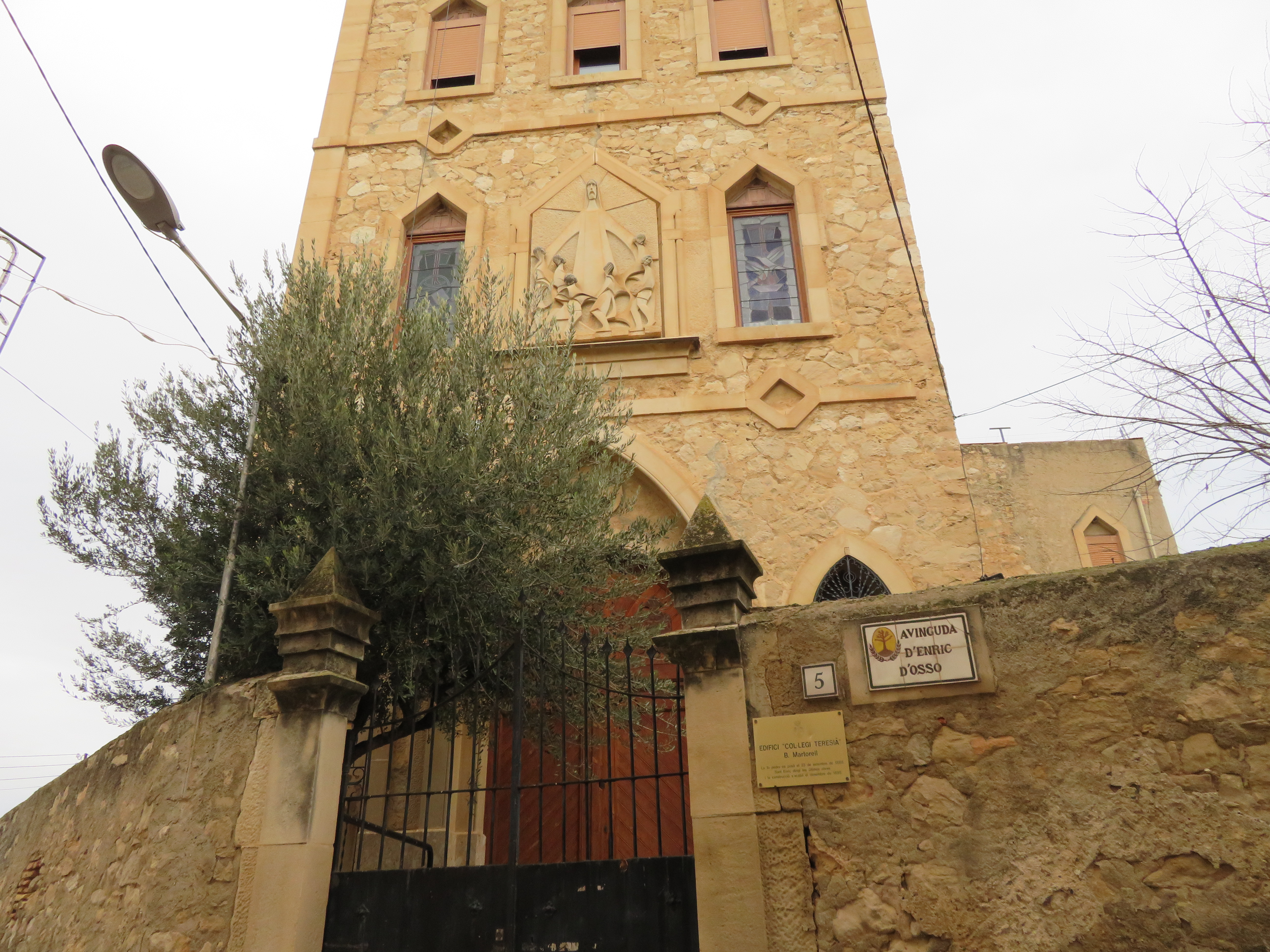
Arquitectura modernista. Colegio de las Teresianas, 1904

| Gráfica de evolución demográfica de Vinebre entre 1842 y 2021                                                         |
| |
| Población de derecho según los censos de población del INE. Población de hecho según los censos de población del INE. |

## Monumentos y lugares de interés

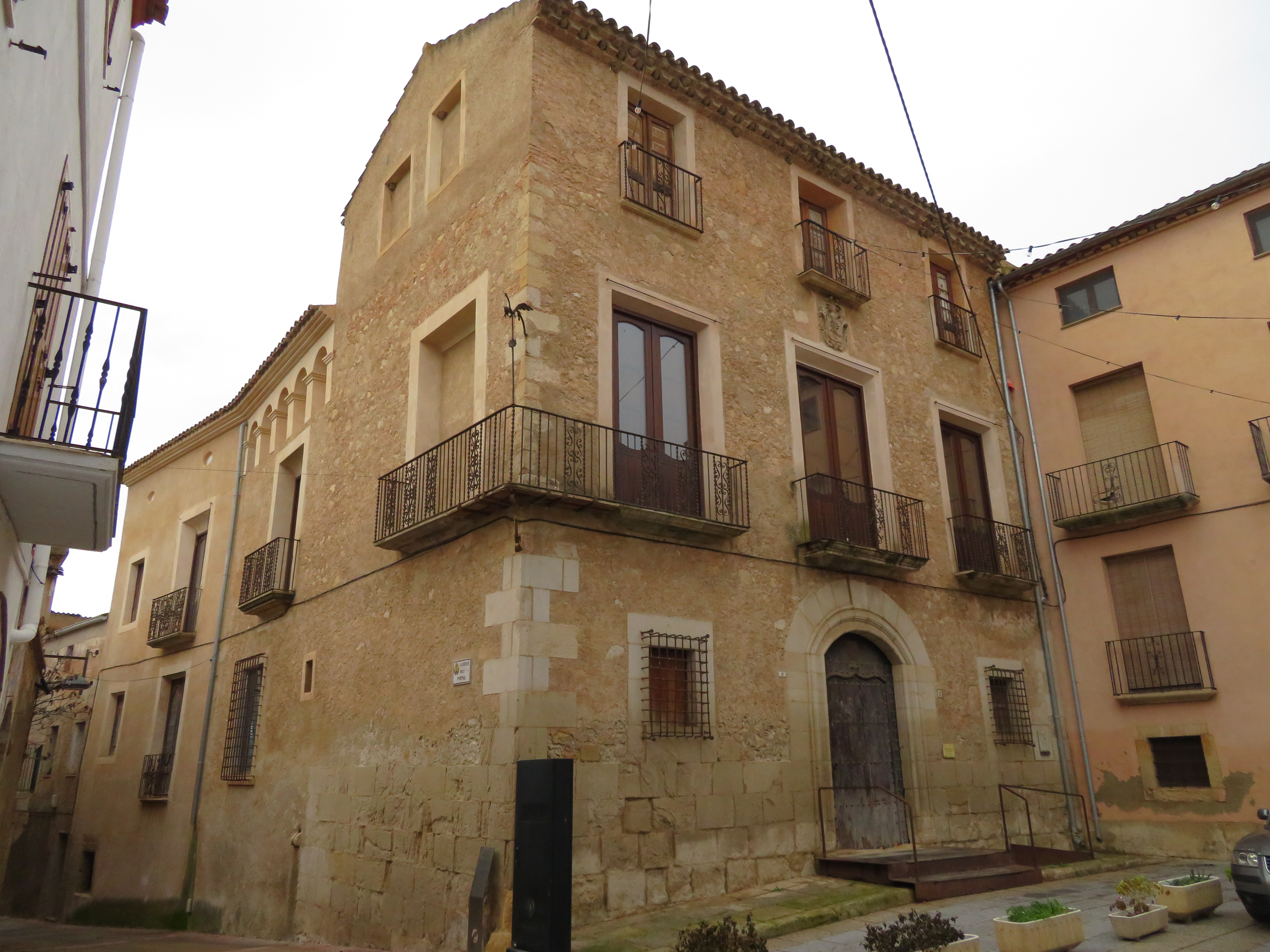
Casa Don Juan. Casa del Conde de la Torre

Ermita de San Miguel, Poblado Ibérico, el Paso del Asno y Ca Don Juan.